# Sint-Eliaconvent

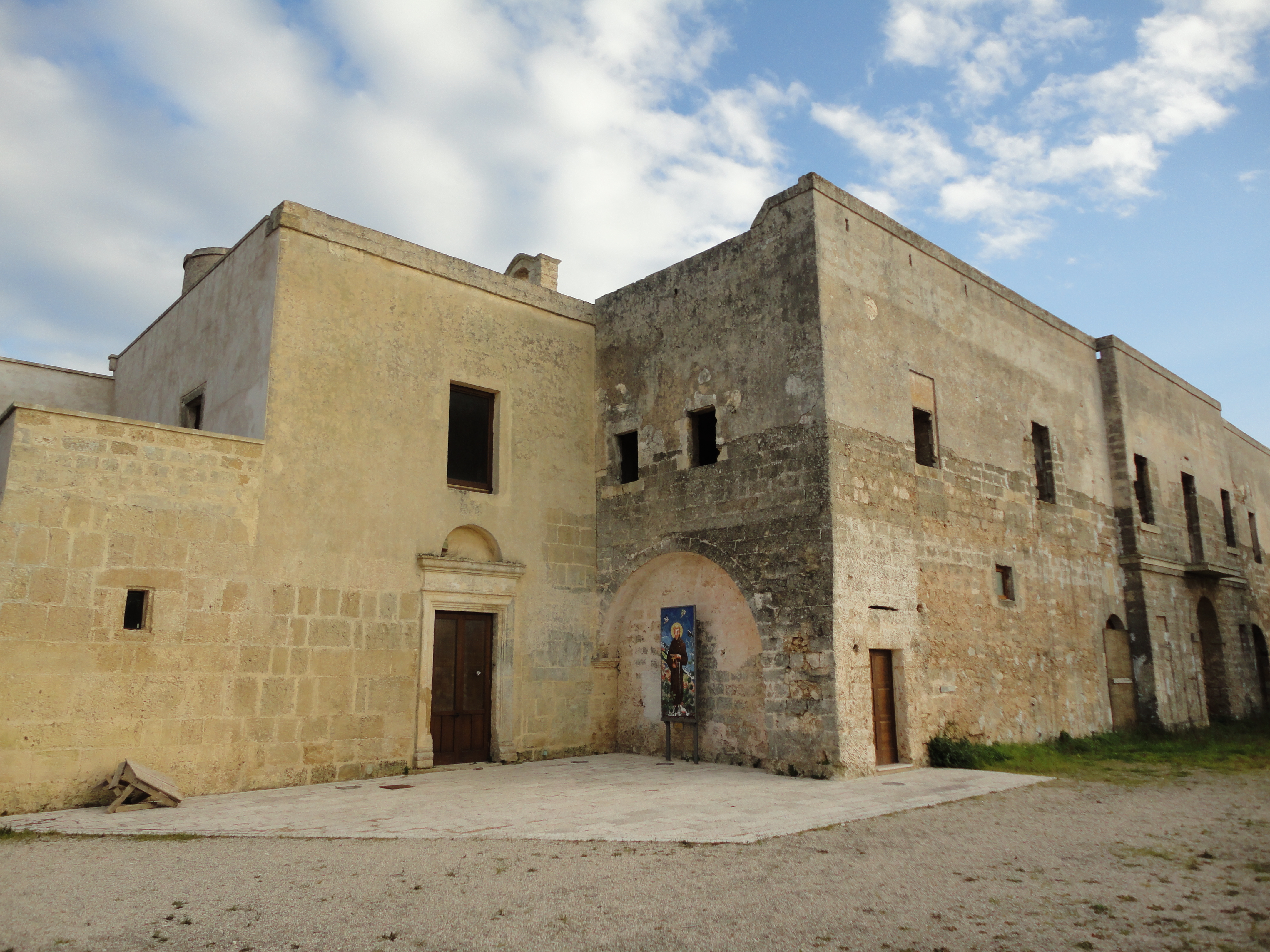
Sint-Eliaconvent in Trepuzzi, Italië

Het Sint-Eliaconvent (16e eeuw) was een klooster van kapucijnen van het jaar 1575 tot 1811 in het koninkrijk Napels. Het bevindt zich in Trepuzzi, een gemeente in de Zuid-Italiaanse regio Apulië. Het convent was toegewijd aan de heilige Elias of Elia, profeet uit het Oude Testament. Het behoorde tot het rooms-katholiek aartsbisdom Lecce.

## Historiek
In 1575 begon de bouw op aansturen van Luigi Maria Paladini, baron van Campi Salentina. Hij schonk de grond en financierde het project. De plaats in het ancien régime behoorde tot het dorp Squinzano. Bewoners van Squinzano en omgeving brachten materialen aan, alsook de handwerkers. 
Koning Joachim Murat, de napoleontische vorst van Napels, schafte het klooster af (1811). Aanvankelijk belandde het gebouw in private eigendom. Door hertekening van de gemeentegrenzen in de 19e eeuw lag het voormalige Sint-Eliaconvent op het grondgebied van Trepuzzi, en niet meer in Squinzano. 
Begin 21e eeuw sloten de gemeenten Trepuzzi, Campi Salentina en Squinzano (het dichtst bijgelegen dorp) een akkoord voor gemeenschappelijke uitbating. Dit leidde naar restauratiewerken. De stoffelijke overschotten van Kapucijnen werden overgebracht naar hun convent in Campi Salentina. Een plechtige opening vond plaats in 2008. In het complex zijn naast de kloosterkerk bewaard gebleven: de cellen van de monniken, de eetzaal en het gastenverblijf.